# Mickey7
Mickey7 é um livro de romance e ficção científica escrito por Edward Ashton e publicado em 2022. Sua sequência, Antimatter Blues, foi lançada em março de 2023.
A adaptação cinematográfica Mickey 17, dirigida por Bong Joon-ho, foi lançada em 2025.

## Premissa
O colonizador espacial Mickey Barnes, também conhecido como Mickey7, tenta sobreviver em uma cabeça de praia recém-estabelecida em um mundo alienígena. O trabalho para o qual ele se alistou, ainda que relutante, é ser um "descartável", assumindo as tarefas mais perigosas necessárias para a missão de colonização do mundo gelado Niflheim.
Quando um Mickey morre, outro é clonado em seu lugar, mantendo a maior parte de suas memórias, mas a um alto custo para a colônia. Suas dificuldades aumentam à medida que os recursos se tornam escassos, as formas de vida nativas se tornam cada vez mais ameaçadoras e um acidente leva à criação inesperada de dois Mickeys.

## Criação
Edward Ashton começou a escrever o livro em 2015. Inicialmente, ele queria explorar o paradoxo do teletransporte em uma novela mais curta, mas foi incentivado a expandir a história por Navah Wolfe(en).
Falando sobre o contexto do romance, Ashton afirmou: "Escrevi um conto há alguns anos que explorava... uma espécie de imortalidade medíocre... Gostei da ideia e quis ver como ela poderia ser ampliada ao combiná-la com uma estrutura social exploratória."
Além disso, o universo Thousand Worlds de George R. R. Martin — cenário de seu romance de estreia, Dying of the Light, e de obras como Sandkings, Nightflyers, A Song for Lya, The Way of Cross and Dragon e os contos reunidos em Tuf Voyaging, entre outros — também foi uma grande influência.